# Scaphytopius albocinctus
Scaphytopius albocinctus är en insektsart som beskrevs av Delong 1943. Scaphytopius albocinctus ingår i släktet Scaphytopius och familjen dvärgstritar. Inga underarter finns listade i Catalogue of Life.